# Helker
Helker ist eine Power-Metal-Band aus der argentinischen Hauptstadt Buenos Aires.

## Geschichte
Helker, gegründet im Jahr 1998 in Buenos Aires, besteht derzeit aus Diego Valdez (Gesang), Christian Abarca (E-Bass), Leo Aristu (E-Gitarre), Mariano Rios (E-Gitarre) und Hernan Coronel (Schlagzeug). Valdez ist unter anderem als Sänger in der bekannten Folk-Metal-Band Skiltron aktiv und war Gastsänger im Stück „Phantom Of The Opera“ der finnischen Sängerin Tarja Turunen, das auf der DVD Act I : Live in Rosario erschien.
Im Jahr 1999 erschien die Demo Ilusión mit zwei Titeln in Eigenregie. Das Debütalbum, Legado Secreto, erschien zwei Jahre darauf. Dieses wurde ebenfalls aus eigener Tasche finanziert. Erneut zwei Jahre später erfolgte die Produktion einer zweiten Demo unter dem Namen Basurero Nuclear mit drei Titeln. Es folgte der erste Plattenvertrag. Die Gruppe unterschrieb beim argentinischen Independent-Label Blackstar Crosses Productions und produzierte über die Plattenfirma ihr zweites Album, Resistir, das am 2. August 2008 veröffentlicht wurde. Das zweite Album, A.D.N., erschien 2010 beim selben Label.
Am 17. Dezember 2012 wurde bekannt, dass die Gruppe zur deutschen Plattenfirma AFM Records wechseln wird. Das Debüt bei diesem Label mit dem Titel Somewhere in the Circle, das von Matt Sinner produziert wurde, erschien am 15. Februar 2013. In Argentinien heißt das Album En Algún Lugar del Círculo. Als Gastmusiker sind Tim Owens (ex-Judas Priest) und Ralf Scheepers von Primal Fear zu hören.

## Diskografie

### Demos
- 1999: Ilusión
- 2003: Basurero Nuclear

### Alben
- 2001: Legado Secreto
- 2008: Resistir (Blackstar Crosses Productions)
- 2010: A.D.N. (Blackstar Crosses Productions)
- 2013: Somewhere in the Circle (AFM Records)